# Anisia optata
Anisia optata är en tvåvingeart som först beskrevs av Henry J. Reinhard 1942.  Anisia optata ingår i släktet Anisia och familjen parasitflugor. Inga underarter finns listade i Catalogue of Life.